# Rbb Fernsehen

Logo von rbb HD von 28. August 2017 bis zum 31. März 2025

Logo von rbb Fernsehen bis 27. August 2017

Logo von rbb HD vom 5. Dezember 2013 bis 27. August 2017

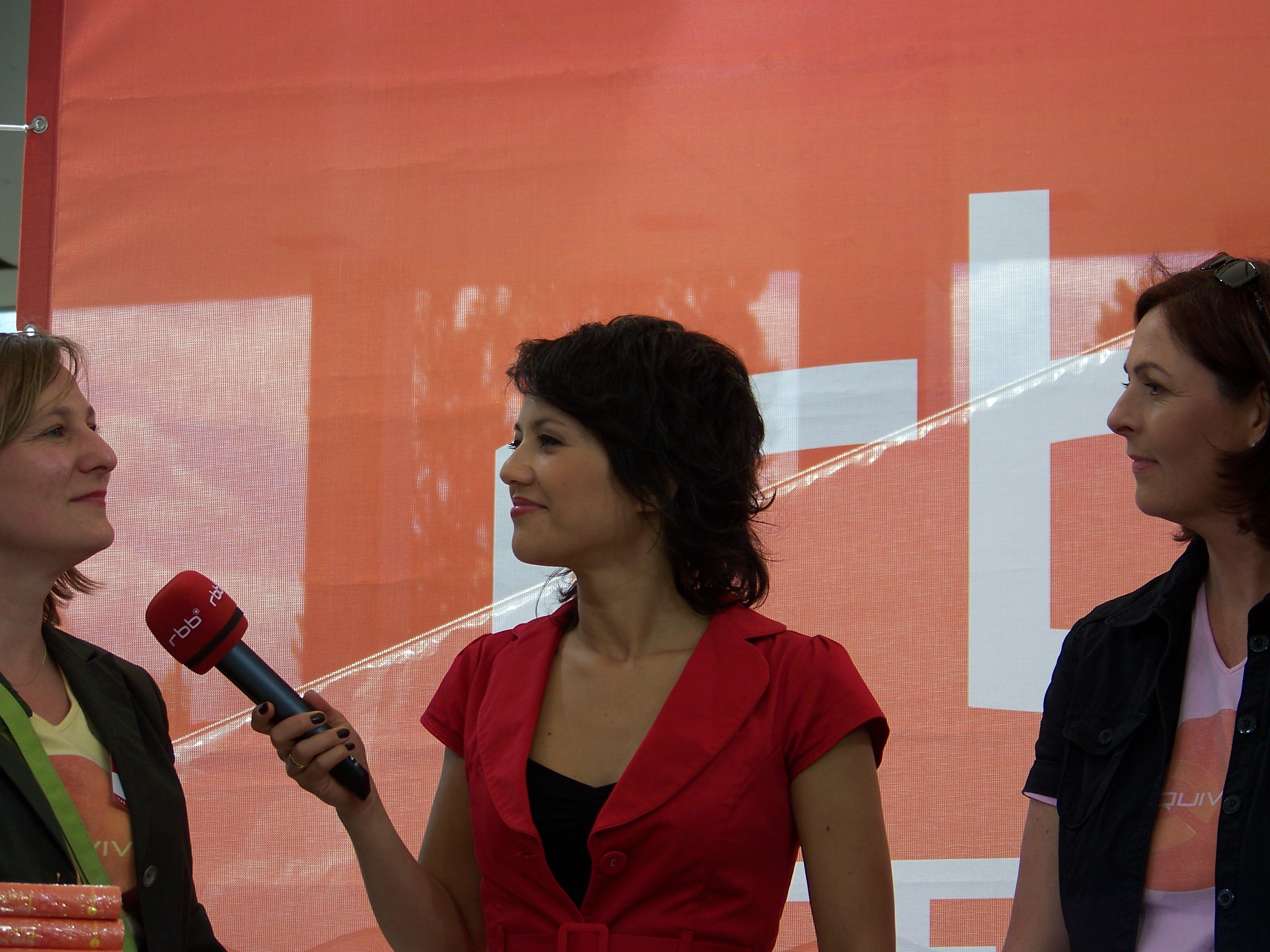
Moderatorin Madeleine Wehle bei einem Interview

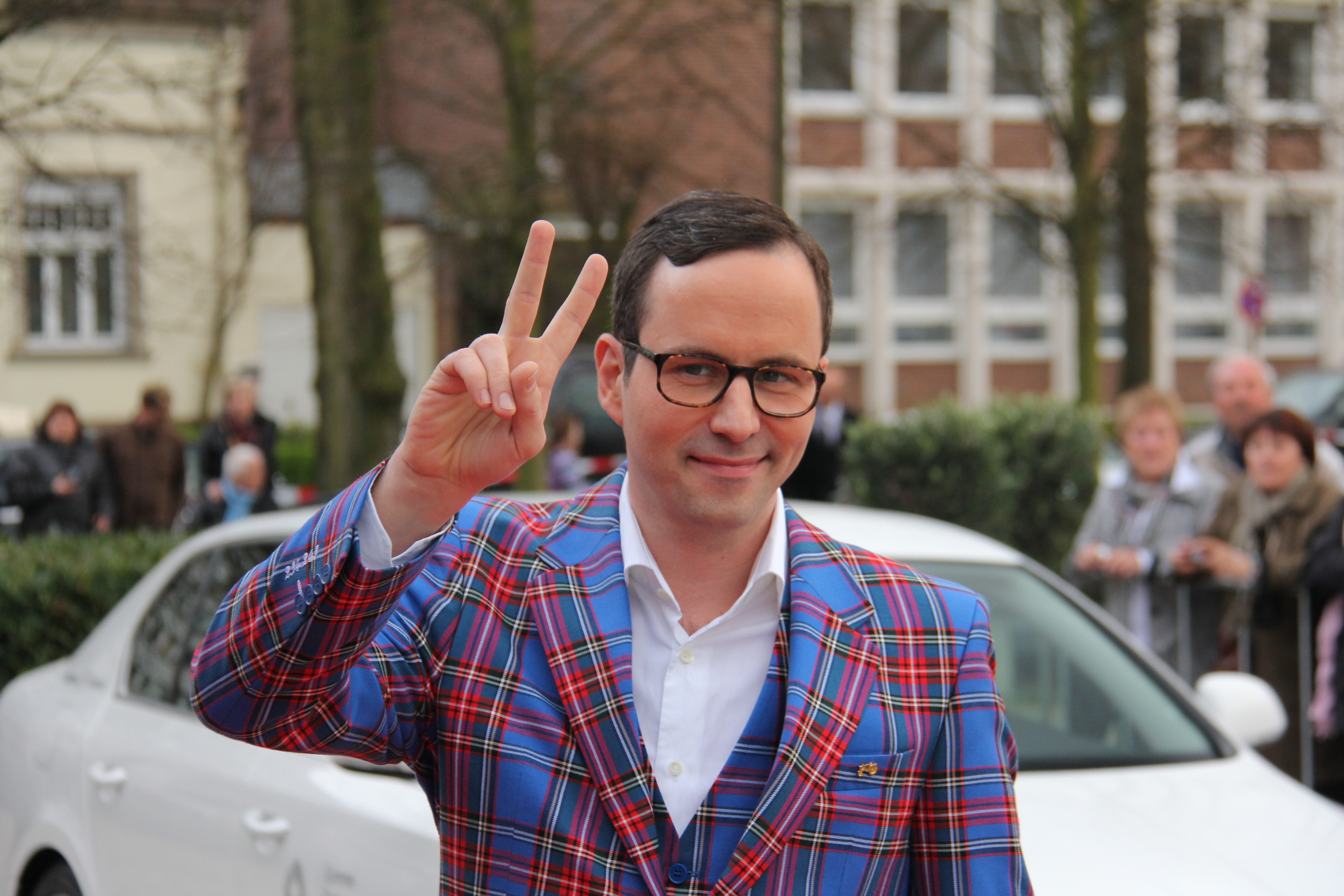
Komiker Kurt Krömer

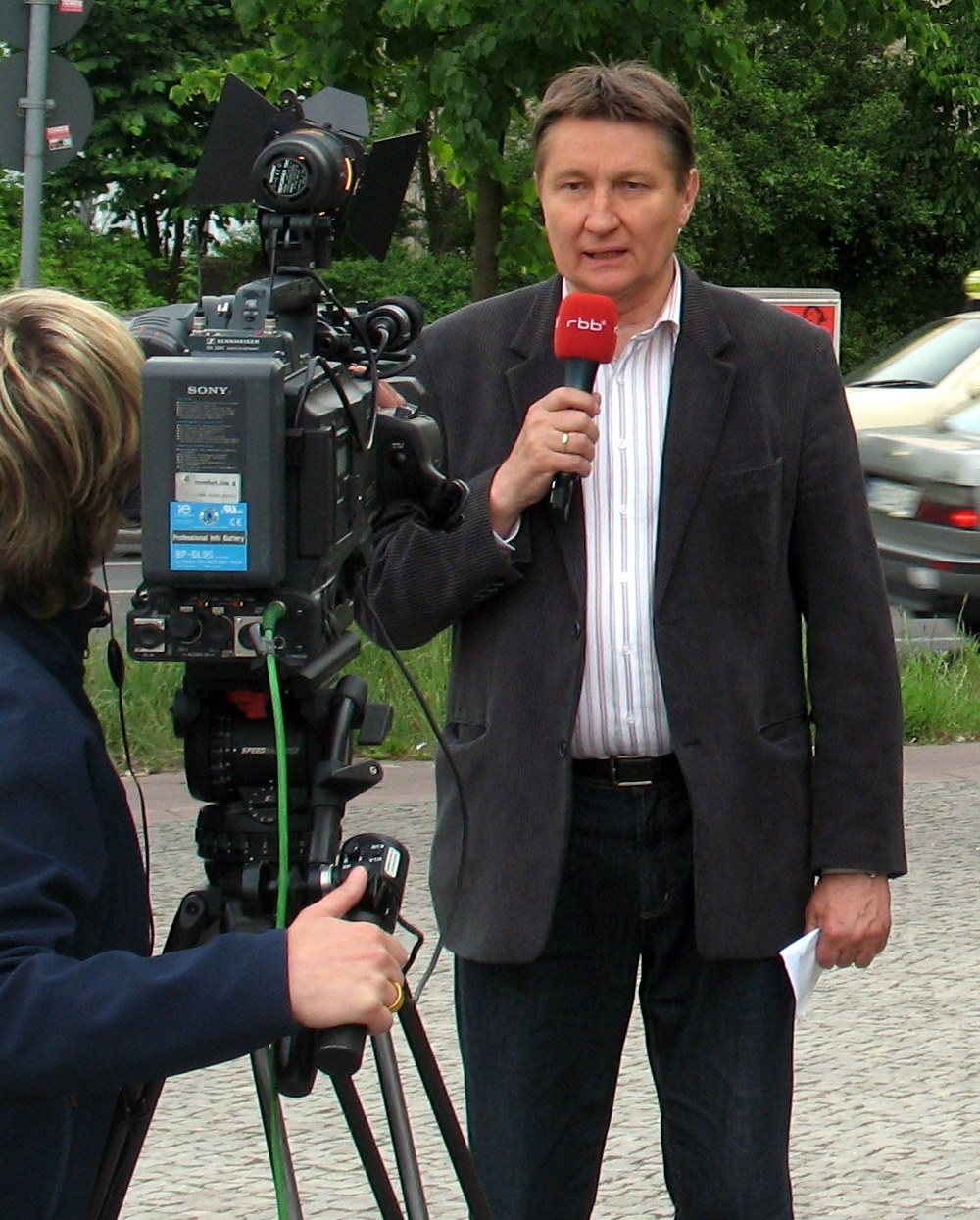
Reporter und Moderator Ulli Zelle

rbb Fernsehen ist das regionale Fernsehprogramm des Rundfunks Berlin-Brandenburg (rbb) für Berlin und Brandenburg.

## Geschichte
Mit dem Sendestart des RBB am 1. Mai 2003 wurden zunächst das ORB-Fernsehen in RBB Brandenburg und SFB1 in RBB Berlin umbenannt. Bis zum 28. Februar 2004 wurden jedoch weiterhin zwei verschiedene Programme ausgestrahlt. Am 10. November 2003 starteten die gemeinsamen Sendungen rbb um 6 und zibb – zuhause in Berlin und Brandenburg. Am 29. Februar 2004 fusionierten beide Sender zum rbb Fernsehen.
Im Sommer 2004 ging die Sendung Im Palais auf Sendung und ab dem 23. September 2004 moderierte Kurt Krömer seine eigene Show. Am 23. Januar 2007 hatte in einem Beitrag in der Berliner Abendschau Eisbär Knut seinen ersten Auftritt, der später einen Knut-Kult auslöste. Fortan produzierte der rbb mehrere Dokumentationen über den Eisbären für das rbb-Fernsehen und Das Erste. Am 5. September 2009 strahlte das rbb Fernsehen zusammen mit ARTE die 24-stündige Dokumentation über Berlin in Echtzeit 24h Berlin aus. Diese wurde genau ein Jahr zuvor von 80 Drehteams in HD gedreht. Bis November 2009 fuhr Michael Kessler mit der im Oktober 2006 gestarteten Berliner Nacht-Taxe durch Berlin. Ende 2009 kündigte der rbb die Einstellung der Sendungen Filmvorführer und der Umwelt- und Wissenschaftssendung Ozon an. Die Sendung Ozon sollte in die zwei Formate „Ozon – Die Reportage“ und „Ozon – Der Film“ aufgeteilt werden, die sich in 30 Minuten nur mit einem Thema aus Wissenschaft und Umweltschutz befassen sollten. Die Sendungen Filmvorführer wurde zum Jahresende 2009 eingestellt. Nach Protesten gegen die Einstellung von Ozon wird die Sendung seit Mai 2010 als monothematische Reportagesendung OZON unterwegs weitergeführt. Seit dem 10. Mai 2010 sendet Brandenburg aktuell mit einem neuen Design und aus einem neu gestalteten Studio.
Ab dem 23. August 2010 folgte eine neue Sendereihe mit Michael Kessler, Kesslers Expedition.

### On-Air Design
Seit dem 1. Februar 2009 verwendete der rbb das ehemalige On-Air-Design. Durchgängig wurde in den Sendungen und Produktionen des rbb die Schriftfamilie Interstate verwendet, die für die Verwendung on air angepasst wurde. Das Design bestand hauptsächlich aus einem in Rot und Weiß gehaltenen Umklappeffekt, der das Bild senkrecht in zwei Hälften teilte. Eingeleitet wurde ein Trailer-Dreisatz durch ein Zeitwort wie „Heute“ oder „Morgen“ in weiß auf dunkelrotem Grund, bevor eine Vollbildvorschau des Programmstücks aufklappte. Dabei stand die Sendezeit unter dem Logo als Wasserzeichen in der zweiten Hälfte. Anschließend klappte das Bild erneut um, sodass nacheinander die Titel der Sendung auf der einen Hälfte und Bewegtbild des Programms auf der anderen Hälfte zu sehen war. Anschließend wechselte der Dreisatz in eine Gesamtübersicht, wo in der oberen Hälfte die Programmbilder als Stills abliefen und in der unteren Hälfte das Programm aufgelistet wurde. Anfang und Abschluss bildete jeweils der Umklappeffekt auf roten Grund, sodass mehrere Trailer nahtlos nacheinander abgespielt werden konnten.
Anders als bei anderen Sendern, wo die Einspieler mit Animationen live komponiert und ausgespielt werden, wurden die Programmtrailer des rbb vollständig vorproduziert und nacheinander im Programm abgespielt.
Das On-Air-Design wurde im Animationsprogramm Boris Red durch das Design-Studio UnitedSenses erstellt. Station-Voice des rbb-Fernsehens ist Mario Hassert.

#### Neues Design ab 2012
Der rbb sendet seit dem 13. August 2012 in einem neuen Design unter dem Motto „Das volle Programm“. Neben einem erweiterten regionalen Angebot werden auch Dokumentationen und Unterhaltung gesendet.

### Mediathek
Seit 2. April 2012 bietet der rbb auch eine eigene Mediathek zum zeitversetzten Ansehen der rbb-Fernsehsendungen und Nachhören verpasster Radiobeiträge der rbb-Radioprogramme an.

## Sendungen
Bekannte Formate des rbb Fernsehens sind DER TAG in Berlin & Brandenburg (früher zibb), rbb um 6, die Abendschau, Brandenburg aktuell, das Heimatjournal, ehemals auch Polylux und der rbb-Fernsehabend (zuvor Gernsehabend).

### Information
Mehrmals am Tag informiert rbb24 (ab 1. September 2018, zuvor rbb AKTUELL) die Zuschauer mit den Nachrichten des Tages. Regionale Nachrichten zeigen Brandenburg aktuell und die Abendschau für Berlin.

### Magazine
Zu den täglichen Magazinen des rbb Fernsehens gehören die Sendungen rbb um 6, Studio 3-Live aus Babelsberg und bis 2021 auch zibb.
Weitere regelmäßige Magazine sind rbb Praxis, Super.Markt, schön+gut, Stilbruch, Täter – Opfer – Polizei und OZON unterwegs.
Unter der Federführung des rbb wurde das inzwischen eingestellte Zeitgeistmagazin Polylux sowie dessen kurzlebiger Ableger Monolux produziert.
Für die Brandenburger Sorben wird monatlich die halbstündige Sendung Łužyca in niedersorbischer Sprache ausgestrahlt. Mit den polnisch-deutschen Beziehungen befassen sich „Kowalski & Schmidt“ (bis 2012 „Kowalski trifft Schmidt“) und die „Warschauer Notizen“.

### Unterhaltung
Das rbb Fernsehen sendete jeden Samstagabend den „Fernsehabend“, der sich jede Woche ausschließlich mit einem Thema befasste. Bekannt wurde diese Reihe mit dem Namen „Gernsehabend“, den man noch aus SFB-Zeiten beibehalten hatte.
Seit 2010 sendet der rbb die Reihe Kesslers Expedition mit Michael Kessler als Nachfolgesendung von Berliner Nacht-Taxe (2006–2009).
Seit 2012 wird die Late-Night-Show „GuseBerlin“ im rbb ausgestrahlt. Fritz-Moderator Chris Guse startete Anfang 2012 im Internet mit dieser Show.
Ab Oktober 2019 gab es die Talksendung Hier spricht Berlin. Moderiert wurde die Talksendung von Eva-Maria Lemke und Jessy Wellmer. Die Talksendung wurde selten ausgestrahlt. Es wurden in den Jahren von 2019 bis 2021 insgesamt 5 Folgen produziert. Am Anfang des Jahres 2021 wurde die Talksendung eingestellt. Seit Oktober 2021 gibt es eine neue Talksendung. Die Sendung trägt den Namen Riverboat Berlin. Die bereits schon seit vielen Jahren unter dem Namen Riverboat im MDR ausgestrahlt wird. Moderiert wird die Sendung von Sebastian Fitzek und Kim Fisher, die auch die Sendung im MDR moderiert.

## Empfang
Neben einer Ausstrahlung über DVB-T2 HD, wird der Sender auch bundesweit digital über Kabel ausgestrahlt. Außerdem wird über Satellit bei Astra 1 auf der Position 19,2° gesendet. Empfangbar sind eine Version für Berlin mit der Abendschau und eine Version für Brandenburg mit Brandenburg Aktuell. Ab dem 5. Dezember 2013 bis zum 6. Januar 2025 sendete das rbb Fernsehen parallel in HD und Standardauflösung, seit dem 6. Januar nur noch in HD.
Auch über Internet wird das Programm angeboten. Darunter bei Zattoo und IPTV-Anbietern wie beispielsweise Telekom Entertain. Seit dem 8. Juni 2013 wird auch auf der Website des rbb ein Internetstream angeboten. Ferner werden ausgewählte Sendungen in der rbb-Mediathek zum Abruf angeboten.

## Mitarbeiter
Der RBB hatte im Jahr 2023 durchschnittlich 2.064 Mitarbeiter. Am 30. Januar 2025 wurde bekannt, dass davon 250 Mitarbeiter entlassen werden sollen, um Sparvorgaben umzusetzen. Man habe auf eine Erhöhung des Rundfunkbeitrages gehofft, die sich aber nicht realisieren ließ. So sei der Personalabbau um 12 Prozent unvermeidlich geworden.
Laut Bericht der Berliner Zeitung handelt es sich um einen „historischen Stellenabbau“, da Hunderte Stellen in allen Bereichen betroffen seien. Die Zahl der zu entlassenden Mitarbeiter sei noch höher als die genannten 250 Vollzeitäquivalente, wenn etwa mehrere Teilzeitstellen einer Vollzeitstelle entsprechen. Es sei nicht ausgeschlossen, dass der Personalabbau auch Konsequenzen auf das Fernsehprogramm habe.